# Salamá (Olancho)
Salamá est une municipalité du Honduras, située dans le département d'Olancho. La municipalité comprend 8 villages et 57 hameaux. Elle est fondée en 1829.

## Crédit d'auteurs
- (en) Cet article est partiellement ou en totalité issu de l’article de Wikipédia en anglais intitulé « Salamá, Olancho » (voir la liste des auteurs).